# Черепахи в китайській міфології

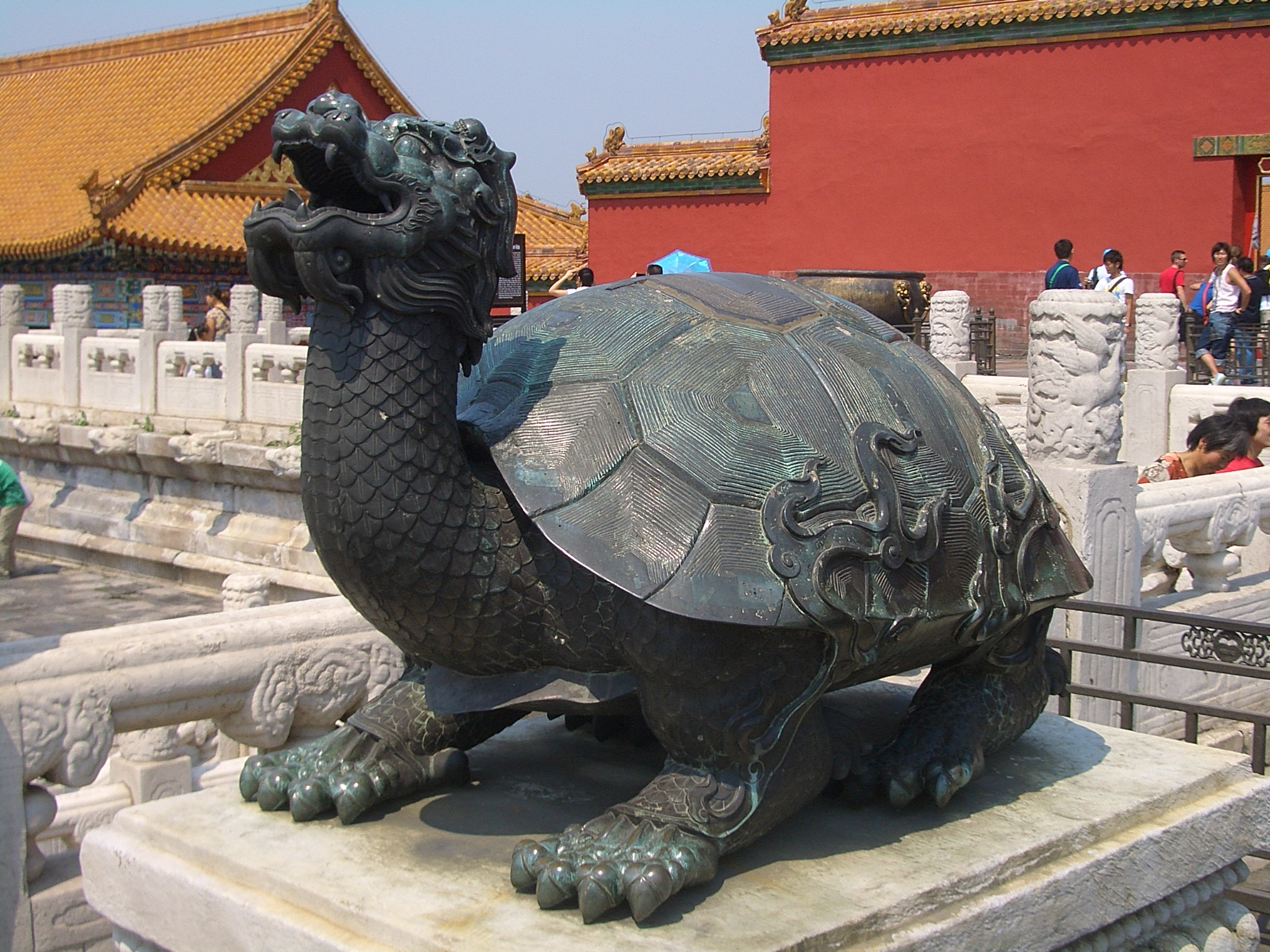
Статуя черепахи у Забороненому місті — одна з найзнаменитіших черепах Китаю

Черепаха (кит. трад. 龜, спр. 龟, піньїнь: guī, акад. гӯй) в різноманітних проявах займає важливе місце в китайській міфології. Її образ відображений в декількох традиційних мотивах китайського мистецтва, включаючи «чорну черепаху півночі» Сюаньу, черепаху-носія тексту бісі, і «Драконочерепаху», популярну як феншуйна прикраса.
Китайський народ був давно знайомий з черепахами. М'ясо багатьох видів черепах вважається делікатесом; їхні пластрони (нижні стулки панцира) широко використовуються в традиційній китайській медицині; і навіть найдавнішим пам'яткам китайської писемності ми зобов'язані старовинним звичаєм ворожіння на черепах.

## Черепаха як модель світобудови

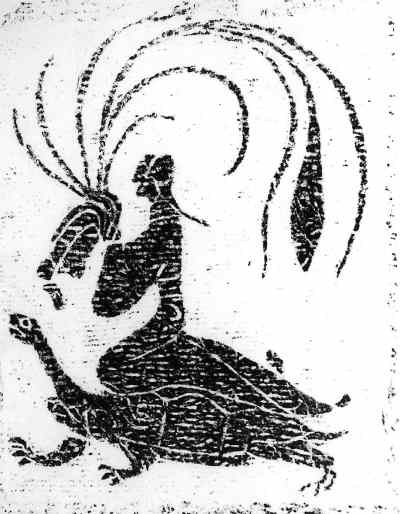
Безсмертний їде на черепасі. Рельєф ханьської епохи

На думку багатьох дослідників, черепаха з її куполообразним карапаксом (верхнім щитом панцира) і плоским пластроном (нижнім щитом) нагадує стародавній китайський образ світобудови — кругле небо і плоска квадратна земля (天圆地方, Tiān yuán dì fāng).
Одним з аргументів, наведених прихильниками цієї гіпотези (Сара Аллан, Лю Фенцзюнь, та ін.) є їхня інтерпретація візерунків на черепах, зображених на шанських бронзових судинах і на черепахоподібних статуетках з епітафіями (мучжи) в гробницях середини першого тис. нашої ери як маючих космічну символіку.
Дослідник старокитайської міфології Сара Аллан припустила навіть, на основі аналізу археологічних даних, ворожільних написів на черепашачих пластронах, і пізніших текстів, що в шанській космології земля була не просто квадратною, а скоріше хрестоподібною (у формі ієрогліфа 亞), що складається з п'яти квадратів (областей): центру (пор. китайська назва Китаю — «Чжунго» (中国), тобто «серединна держава») і чотирьох країв (四方) — сторін світу. Якщо ця гіпотеза справедлива, форма землі ще більш уподібнюється пластрону черепахи (більш-менш прямокутному, з «вирізами» для ніг по кутах).

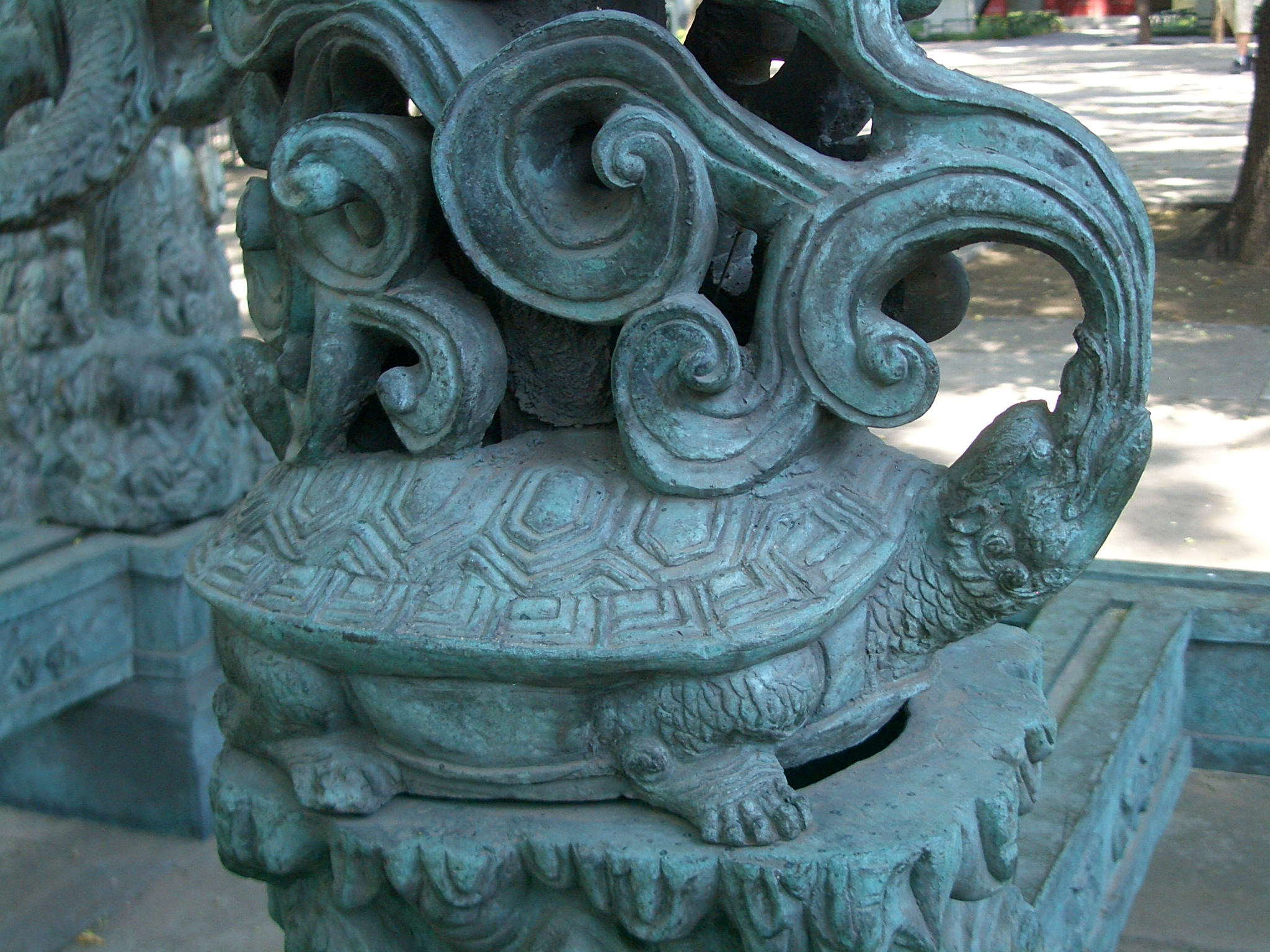
Черепаха, що підтримує армілярну сферу (модель небесної сфери) (1439 м) в пекінській обсерваторії мінської ери — мотив, можливо навіяний легендами про черепаху ат.
Див. також фото всієї сфери

Тому не дивно, що як і у деяких інших народів, черепаха з'являється вже в стародавніх китайських міфах, пов'язаних з створенням (або, швидше, капітальним ремонтом) світу. За поширеною легендою, існуючої в ряді варіантів (напр., записаною у збірнику «Хуайнань-цзи» 139 р. до н. е., або в збірнику «Луньхен» (論 衡, Lunheng) біля 80 р. н. е.), або в пізнішій книзі Ле-цзи), коли боги під час битви зламали чотири опори, на яких тримається небо, і небесний вогонь і потоп могли знищити все живе, богиня Нюйва врятувала Землю наступним чином. Вона зібрала камені п'яти різних кольорів, розплавила їх і залатати дірки в небосхилі, через які на землю виливалися вода і вогонь. Потім вона обрубала ноги гігантської черепахи «ао», і поставивши їх по кутах землі, підперла ними небосхил. Таким чином, як зауважує Лайонел Джайлз (Lionel Giles), «китайський Атлант був гігантської морською черепахою».
Згідно Ле-цзи, не тільки Нюйва ловила черепаху ао. Верховне Божество веліло морському богові Юйцяну (кит. трад. 禺彊, спр. 禺强, піньїнь: Yuqiang) надіслати п'ятнадцять черепах ао, щоб позмінно підтримувати своїми головами і утримувати на місці п'ять гір, плаваючих в океані, на яких жили безсмертні. Але велетень з країни Лунбо (кит. трад. 龍 伯 之 國, спр. 龙 伯 之 国, піньїнь: Lóng Bó zhī Guó, буквально «Країна Князя Дракона») виловив шістьох з них, і зніс їх додому, поворожити. В результаті дві гори — Дайюй (岱 輿) і Юаньцзян (員 嶠) — попливли на північ і потонули. Інші ж три гори-острова залишилися на плаву, підтримувані рештою черепах. А в покарання за завданий велетнем збиток, Бог неабияк зменшив у розмірі і саму країну Лунбо, і її мешканців.

## Юй великий і черепахи

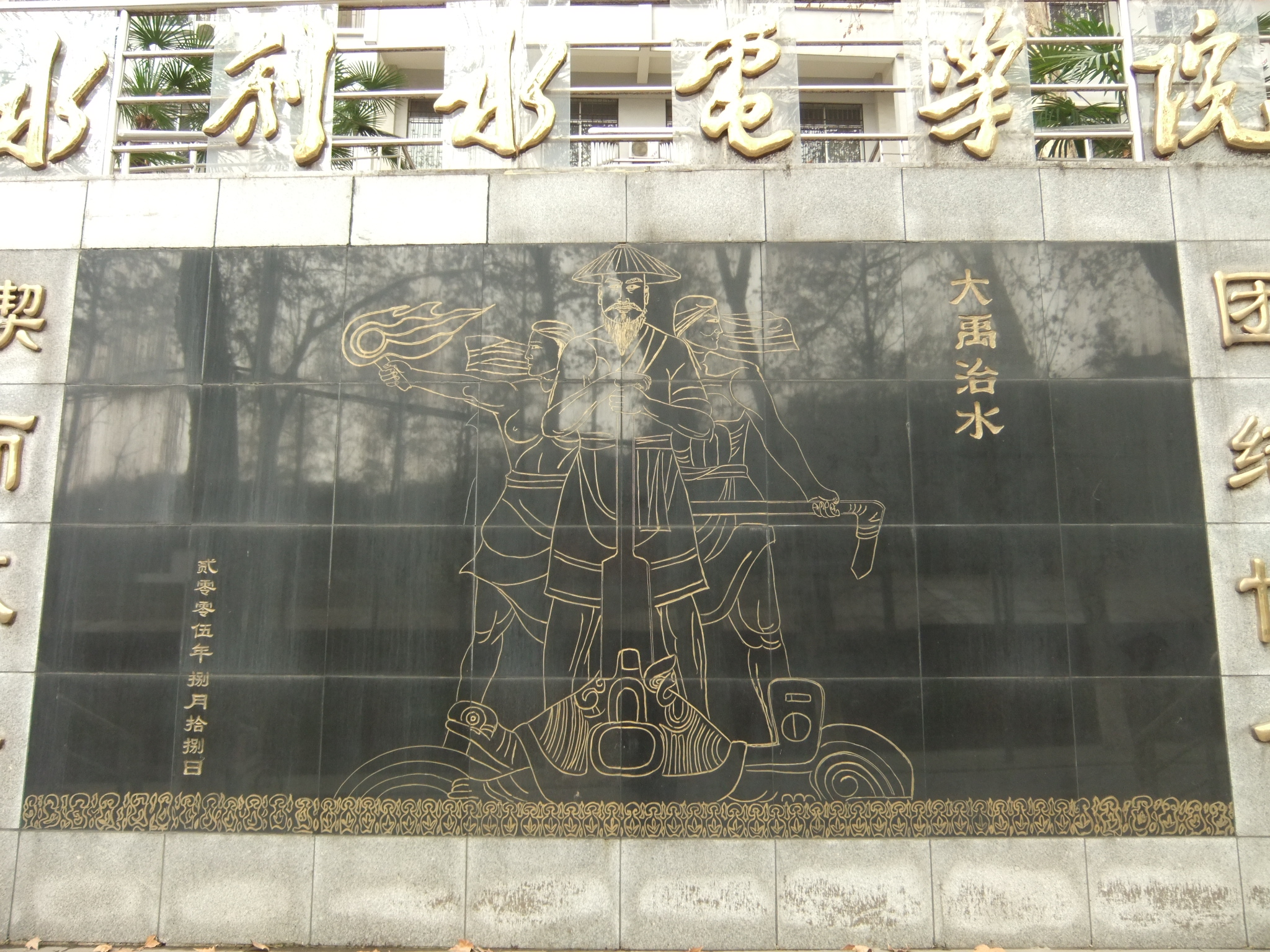
Юй великий зі своєю вірною черепахою бореться з повінню на чолі найкращих представників китайського народу. Рельєф в Національній лабораторії водних ресурсів і гідроенергетики, Уханьський університет (2005)

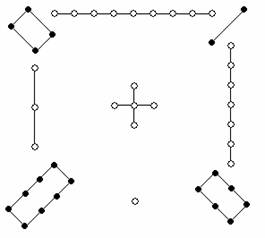
Магічний квадрат «Лошу», який Юй Великий побачив на черепасі, що явилася з річки Ло

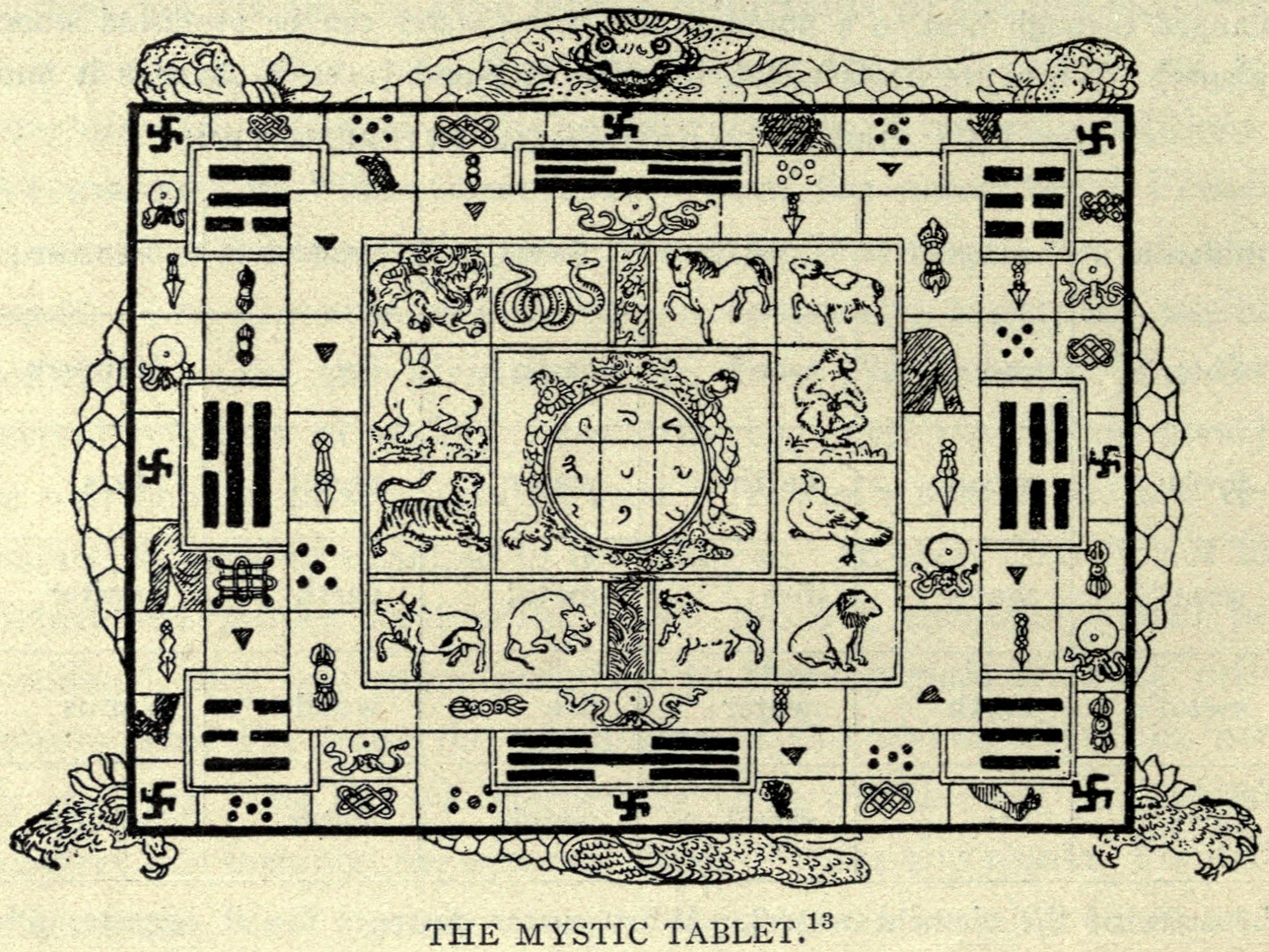
Тибетська діаграма, що представляє 8 триграм і знаки китайського зодіаку на великій черепасі, а на ній — меншу черепаху з квадратом лошу

Одна з ключових фігур китайської міфології — Юй Великий, легендарний засновник першої китайської династії Ся, відомий в першу чергу своєю титанічною роботою по боротьбі зі Всекитайською повінню і створенню відомої нам топографії Китаю. Згідно з версією легенди про цей процес, який міститься в трактаті «Забуті історії» («Ши-й Цзі») даоса IV ст. Ван Цзя (Wang Jia), Юю в його працях допомагали Жовтий дракон (黃龍) і Чорна черепаха (玄 龜). Дракон рухався попереду Юя, риючи канали своїм хвостом, а черепаха пливла за його човном, перевозячи чарівну речовину «сіжан» (息 壤, xīrǎng), за допомогою якої Юй створював гори та височини, що формують нині географію Китаю. За однією з версій легенди, черепаха була посланцем божества Жовтої ріки, і на її пластроні були висічені ієрогліфи з назвами всіх гір і річок Китаю. Коли робота зі створення будь-якої географічного об'єкта була завершена, Великий Юй при посередництві цієї ж черепахи відтискував на ньому відповідну назву.

Фу Сі з вісьмома триграмами і черепахою

За іншою легендою, тому ж Великому Юю одного разу з'явилася з вод річки Ло (Лохе, Luo) «чарівна черепаха» (神龟), на панцирі якої були нанесені знаки, які стали відомі як магічний квадрат «лошу» (洛 书, Luoshu, «письмена [річки] Ло»). Лошу згадується вже в «Книзі Змін» і «Аналекта» конфуціанського канону, але його конкретна форма дійшла до нас лише в роботах майстра феншуй XII ст. Цай Юуаньдіна (Cai Yuanding). Ці «письмена [з річки] Ло» часто згадуються поруч зі «Схемою з Жовтої ріки» (河 图, «Хету») — набором триграм, які Фу Сі побачив на «коні-драконі» (龙马, «Longma»), що вийшов з Жовтої ріки; існує традиція, за якою ця істота теж представляється у вигляді черепахи.

## Черепаха і дракон
В уявленні багатьох стародавніх китайських авторів, черепаха полягала в спорідненості з драконом. Наприклад, у II ст. до н. е. Вісім хуайнаньських мудреців писали:

З водяної безодні панцирних істот народився перший дракон. Від першого дракон народилася темна велика морська черепаха (сюань юань). Від темної великої морської черепахи народилася божественна черепаха (лін гуй). Від божественної черепахи народились звичайні черепахи. Загалом, панцирні істоти походять від звичайних черепах.

## Ворожіння на черепахових панцирах

Ієрогліф 龟 («черепаха»), в тій формі, в якій він писався на панцирах самих черепах при ворожінні

На думку ряду дослідників, саме форма черепахи як моделі світу зробила її панцир улюбленим матеріалом для ворожіння. Будучи плоским, і більш зручним для письма, для ворожіння використовувався пластрон — нижній щит панцира, що являє собою образ землі. Хоча лопатки великої рогатої худоби також використовувалися як ворожільні кістки, загальна назва ворожіння, що з'являється повсюдно в старокитайській літературі, саме «гуйце» (龜 策), тобто ворожіння на черепах (龜, «гуй»).
Звичай ворожіння на кістках і черепашачих панцирах з'явився імовірно в IV тис. до н. е. на основі ще більш давніх звичаїв приносити тварин в жертву духам предків, що створило передумови для «читання» тріщин, зроблених на кістках жертовним вогнем, і досяг свого повного розвитку до пізньої шанської епохи.
В стародавній китайській літературі нерідко згадуються «чарівні» (або «священні», «божественні») черепахи (神龜, «Шень гуй»), ворожіння не панцирах яких дає особливо гарні результати. Згідно історіям (міфічного) древнього імператора Яо, народ Юешан (越 裳, В'єтнам. В'єтхионг), що жив в Південно-східній Азії, підніс йому в дар таку чарівну черепаху, на панцирі якої була написана історія світу починаючи з його створення (кит. трад. 龜 曆, спр. 龟 历, «гуйлі», букв. «черепахова історія»).
Археологи підтверджують, що черепах дійсно доставляли як данину ще Шанським правителям — при цьому серед них були і представники видів, які водяться не ближче Бірми.
Черепаха багаторазово згадується в конфуціанському каноні, також, як правило, у зв'язку з її роллю у ворожінні. В рекомендаціях з організації жертвоприношень династії Чжоу Конфуцій неодноразово рекомендує покладати черепаху перед усіма іншими дарами, бо вона знає майбутнє.
Сима Цянь присвятив одну з глав «Історичних записок» ворожбитів на черепах.
Уявлення про черепаху як носія знань відбилося в назві «Сефу юаньгуй» 冊 府 元 龜 (Prime Tortoise of the Record Bureau), останньої з чотирьох енциклопедій дин. Сун, 1013.

## Небесні черепахи

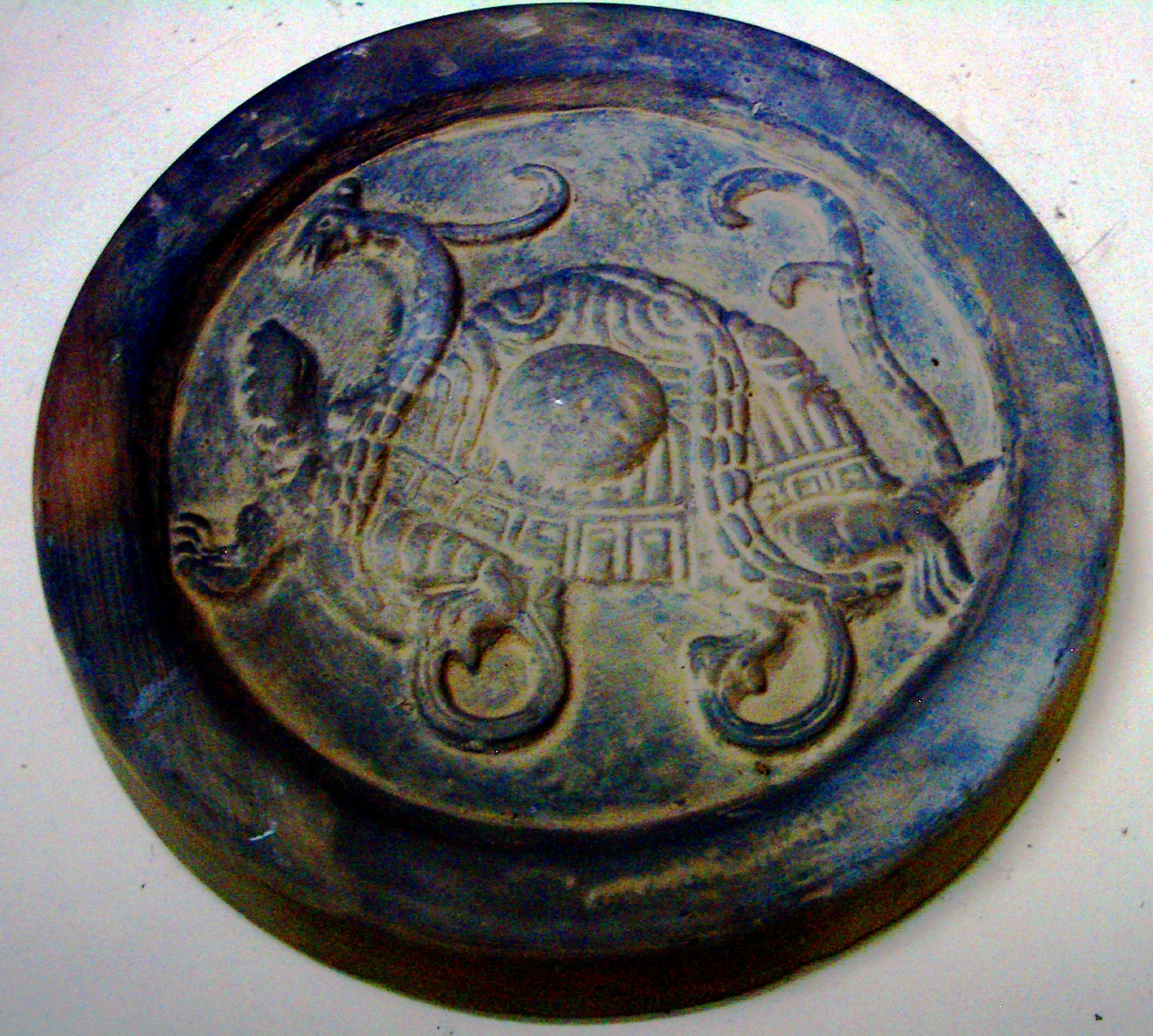
«Чорна черепаха» в пекінській обсерваторії

Сюаньу — чорна черепаха півночі.

### Бісі— носій стел

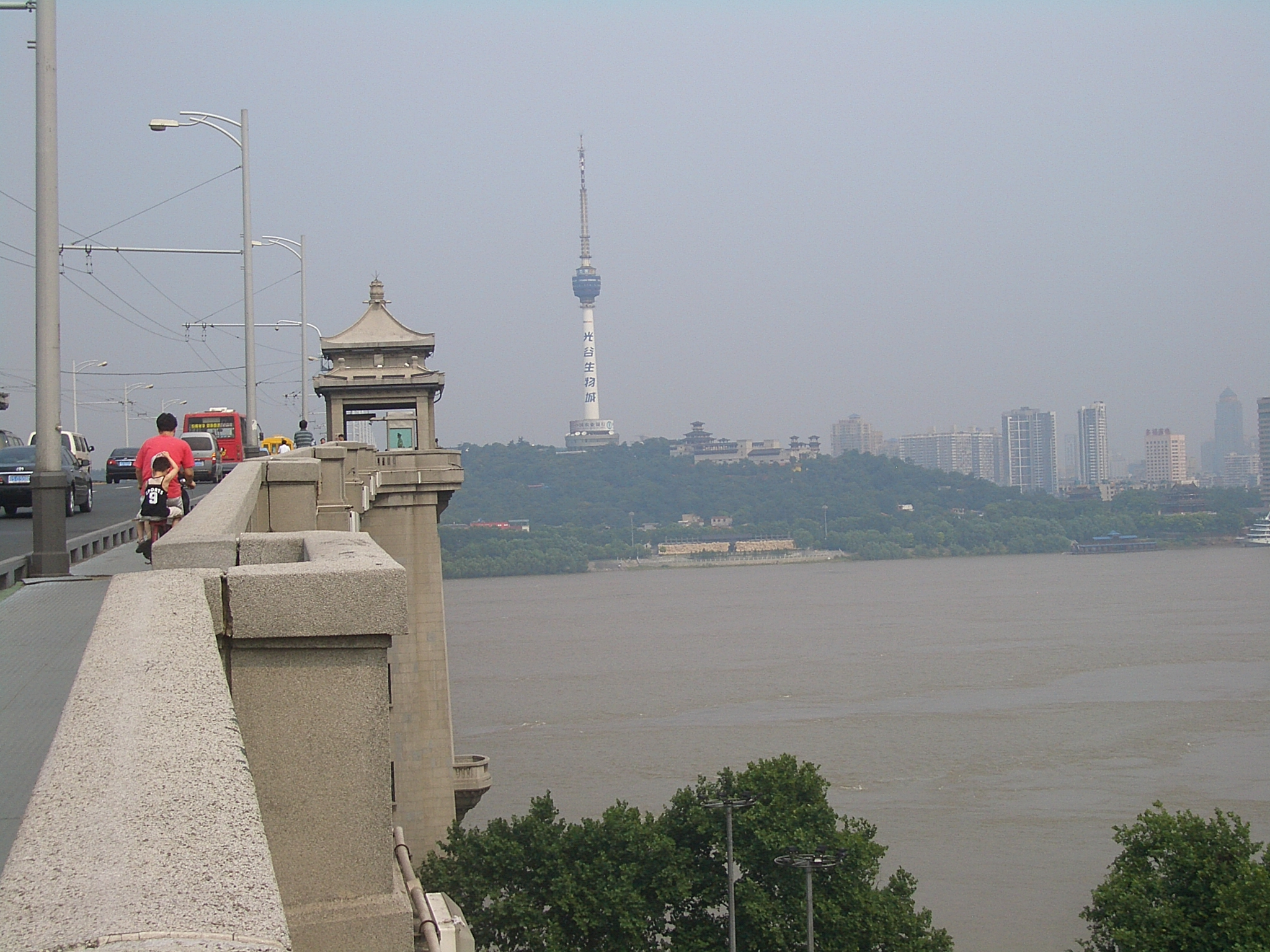
Вид на Черепашачу гору (Гуйшань) на лівому березі Янцзи в Вухані

Міфологічна значимість черепахи — її форма, подібна Всесвіту, її легендарна довговічність, її таємничий зв'язок зі світом богів — рано привернули до її образу будівельників надмогильних споруд. Вже в VI ст. надгробні комплекси правителів династії Лян включають стели, встановлені на кам'яних черепах. Такі черепахи, несучі стели, отримали назву бісі.
При похованні діячів, які не могли собі дозволити повнорозмірну черепаху-бісі як надгробний пам'ятник, або кому вона не належала за рангом, невелика кам'яна черепашка могла служити опорою для мініатюрної стели (таблички) з епітафією, захованою всередині гробниці (так звана «мучжи», 墓志). Існувала й досить рідкісна форма «мучжи» без стели як такої; в цьому випадку епітафія могла бути написана прямо на черепасі.

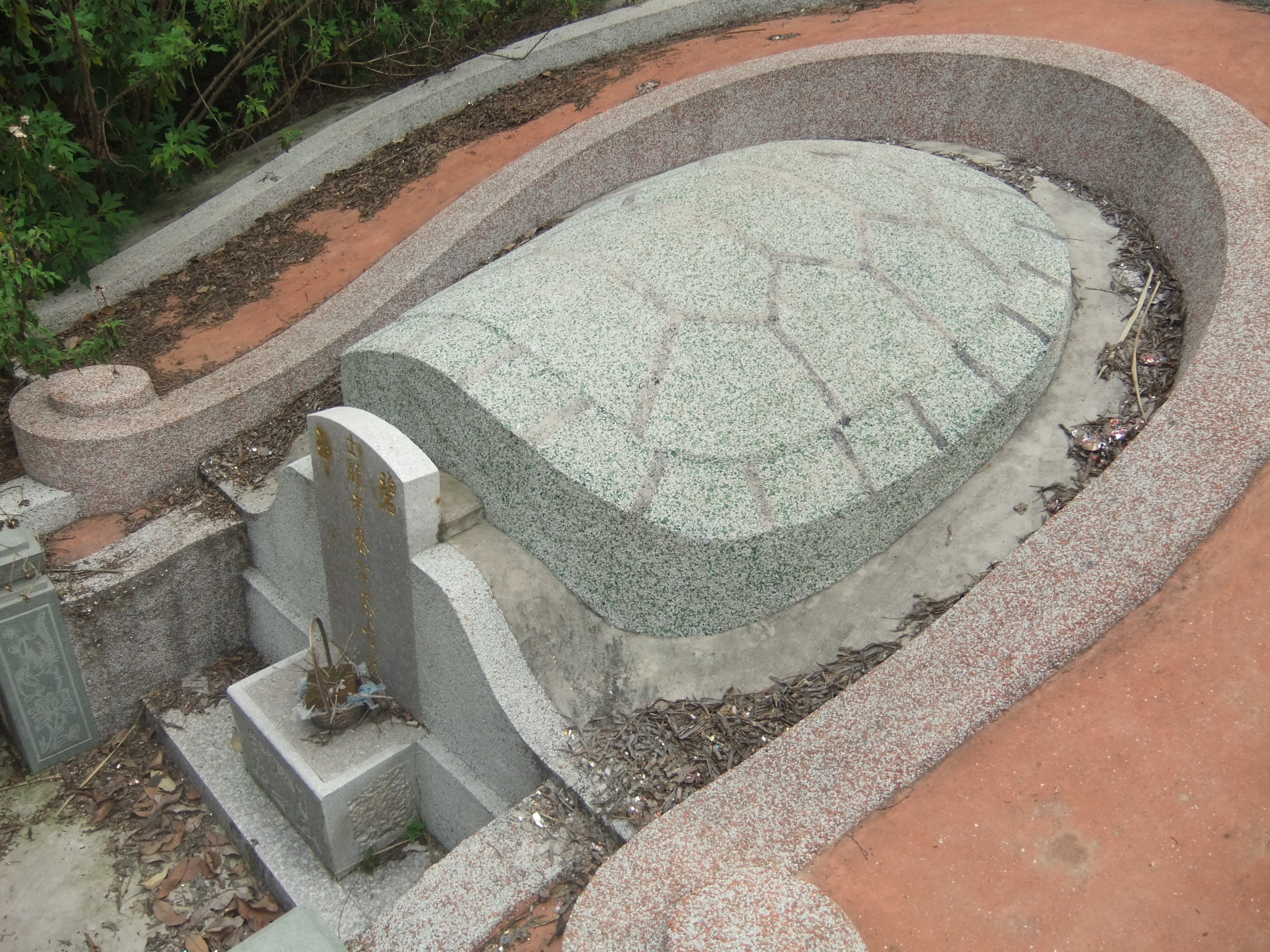
Типовий «черепаховий надгробок» в Цюаньчжоу

Цікава асоціація черепах з похованнями розвинулася в приморських районах провінції Фуцзянь (Сямень, Цюаньчжоу). Там існує традиція споруджувати самі надгробки у вигляді черепашачих панцирів. Часто стверджувалося, що цей звичай пов'язаний з довголіттям черепах, і покликаний забезпечувати багато років життя нащадкам похованого. Як вважав де Гроот, могло грати роль і бажання помістити могилу під заступництво небесного воїна Сюаньу.
Згодом черепахи-бісі стали підтримувати не тільки надгробні стели, але й інші стели, встановлені, як правило, на честь важливих подій — від проведення гідротехнічних робіт біля Пекіна під керівництвом імператорів Кансі і Цяньлуна до річниці перемоги у Другій світовій війні.
Протягом багатовікового розвитку традиції, вигляд самих бісі також зазнавав змін. Вони зберігали черепашачий панцир, але їхні голови і лапи нерідко робили їх все більш схожими на драконів.

## Журавель і черепаха

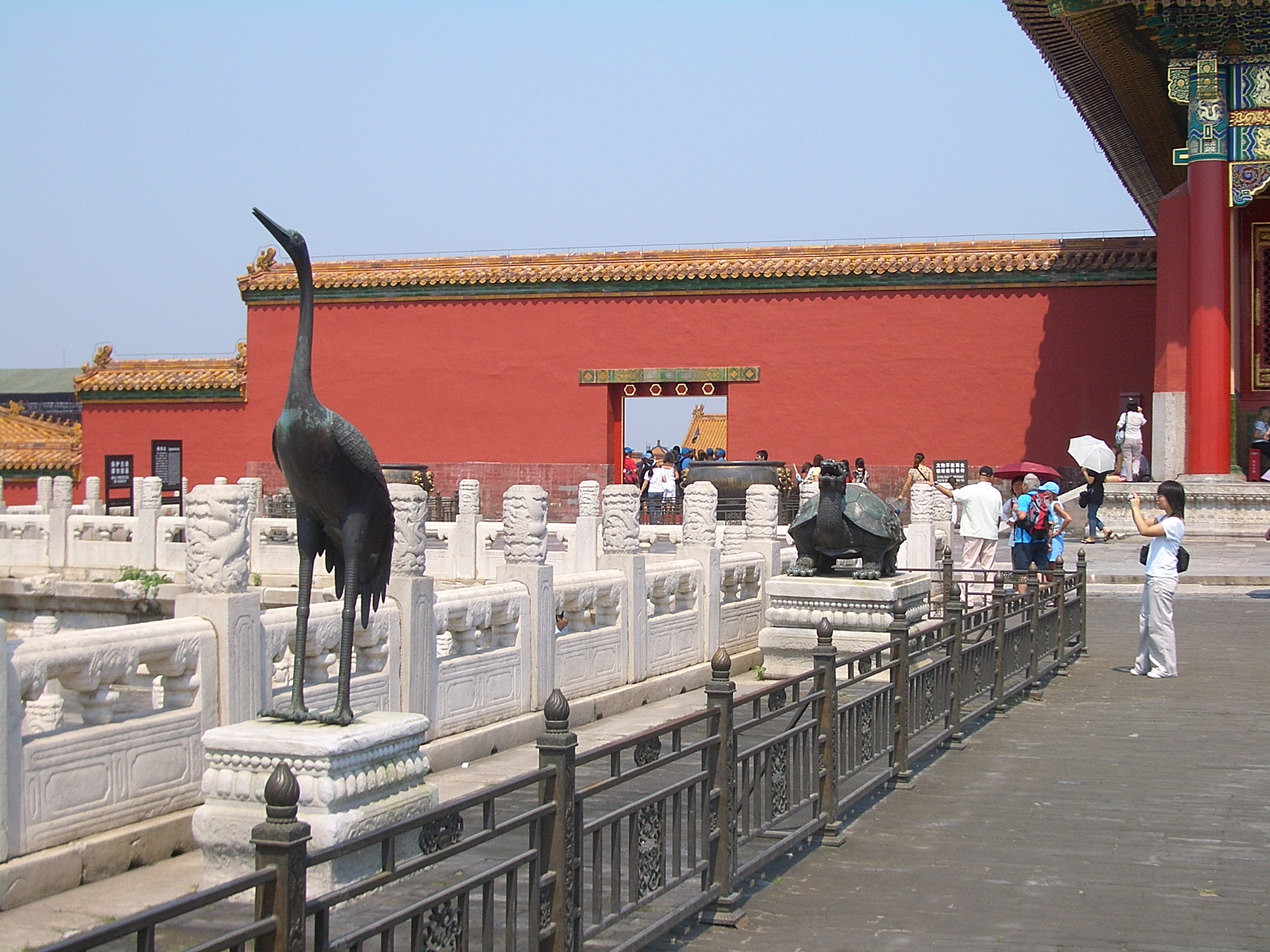
Журавель і черепаха в Забороненому місті

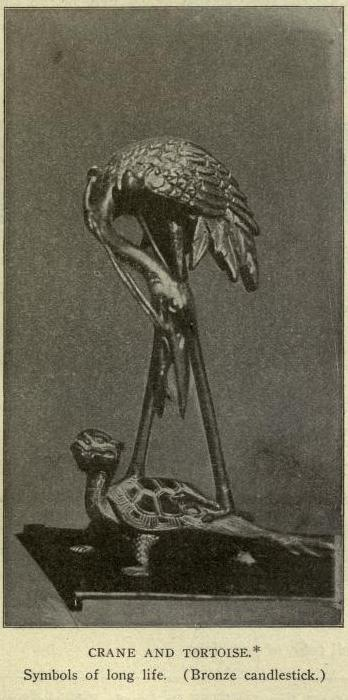
Свічник «Журавель і черепаха», до 1907 р. За черепахою тягнуться водорості або мох. Сюжет журавля, що стоїть на черепасі, популярний в сучасному монументальному мистецтві

Черепасі і журавлю часто приписується легендарне довголіття. З цієї причини часто нерідко можна побачити цих двох істот разом в живописі, скульптурі і творах декоративно-прикладного мистецтва як Китаю, так і інших країн Далекого Сходу, як побажання довгих років життя (напр., особі, якій даний твір піднесено в подарунок).
У Японії сюжет «журавель і черепаха» відомий як «цурукаме» (鶴 亀, tsurukame), по японському читання відповідних ієрогліфів. «Цурукаме» став темою або назвою японських музичних творів, танцю, і навіть п'єси театру но (п'єса «Цурукаме», (鶴 亀)).
Одна з найбільш відомих скульптурних композицій на тему «журавель і черепаха» — статуї (окремі) черепахи і журавля в пекінському Забороненому місті; проте сучасні скульптори, здається воліють ставити журавля на черепаху, як на п'єдестал.Такі композиції зустрічаються на вітальних листівках і конвертах для грошових подарунків (особливо до дня народження), сувенірних медалях, постільній білизні і японських вишитих хустках «фукуса» (fukusa), і навіть в майстерності різьбяра по кавуну (ймовірно, прикрашаючого своїми творіннями бенкети).
Цікаво, що в 1963 р африканська республіка Малі також випустила марку із журавлем і черепахою.

## Черепаха в сучасному феншуй

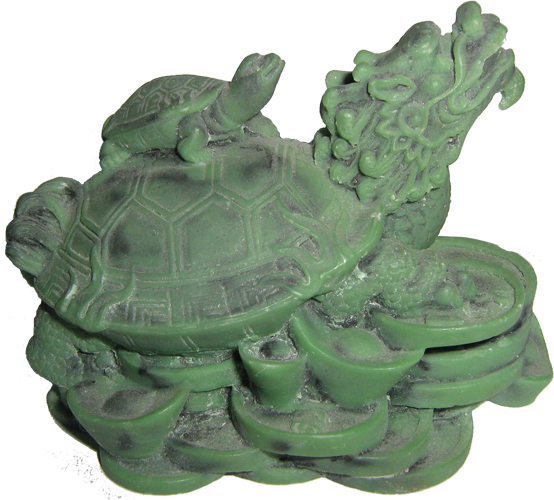
Типовий сучасний сувенір, який зображає «Драконочерепаху» (у стилі статуй (бісі та ін.) цінської епохи) на купі монет і юаньбао. Натуралізм додається додаванням реалістично виконаної маленької черепашки на спину «Драконочерепасі»

Символіка черепахи як одної з «чотирьох мудрих істот» (си лін) давнини зберегла популярність серед сучасних шанувальників феншуй.
Різноманітні статуетки, що зображують черепаху (як правило, в «драконоголовому» виконанні, яке з цінської епохи стала характерна також для бісі), можна придбати в сувенірних крамницях феншуйної спрямованості.

## Зеленоволоса черепаха

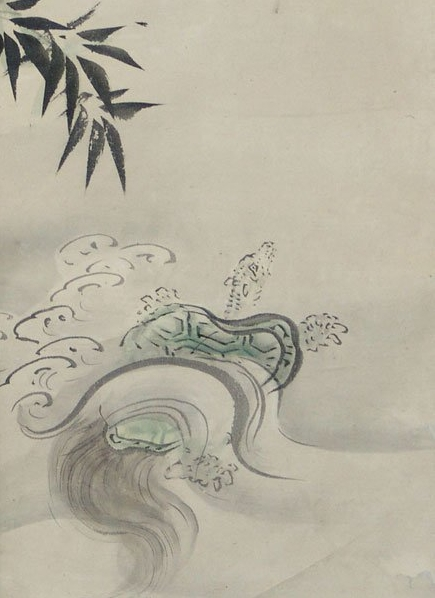
Міногаме в японському живописі

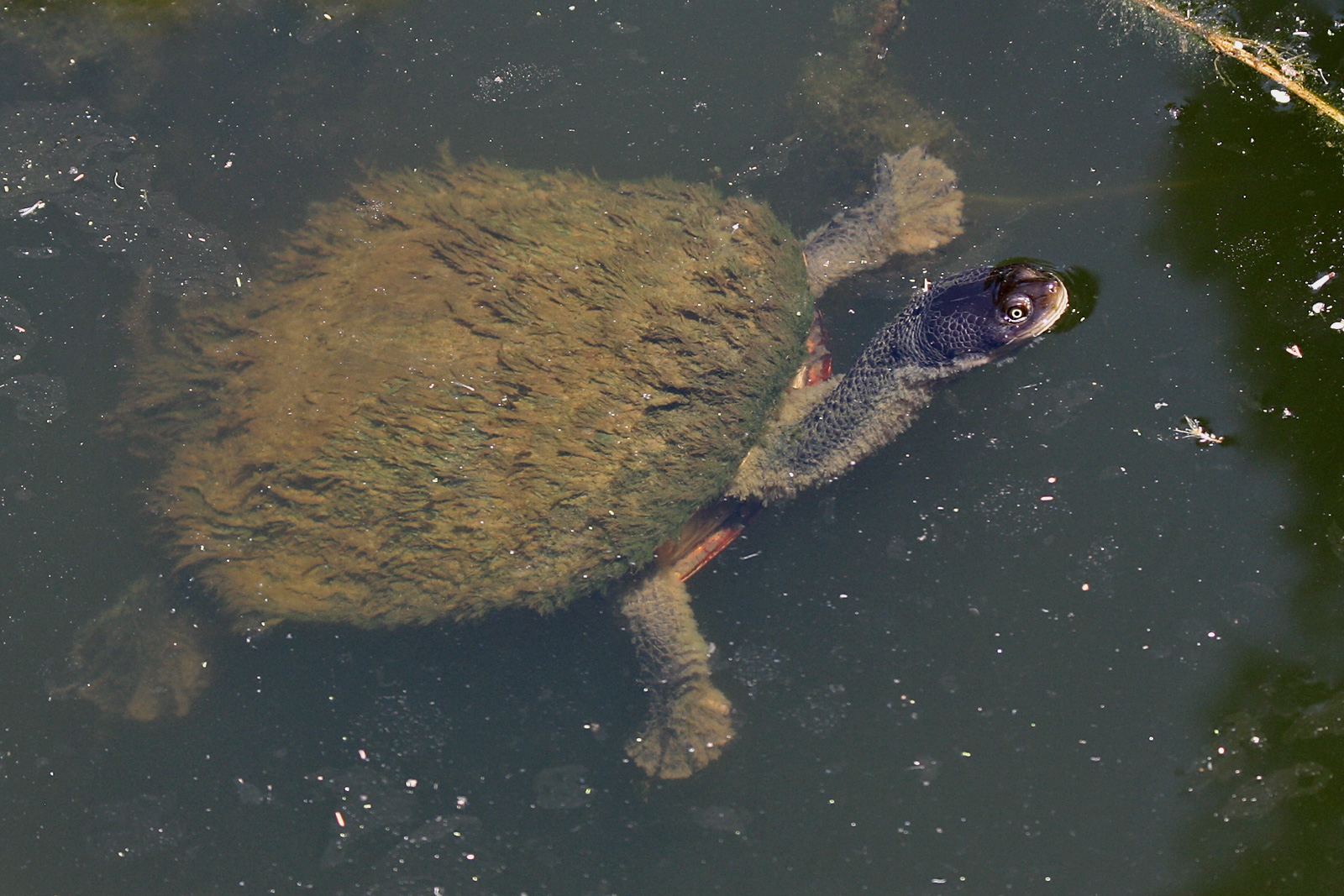
Австралійська довгошия черепаха Chelodina longicollis, що обросла водоростями в природних умовах. В естетичному відношенні її вигляд значно поступається багатьом особинам, любовно вирощеним китайськими акваріумістами.

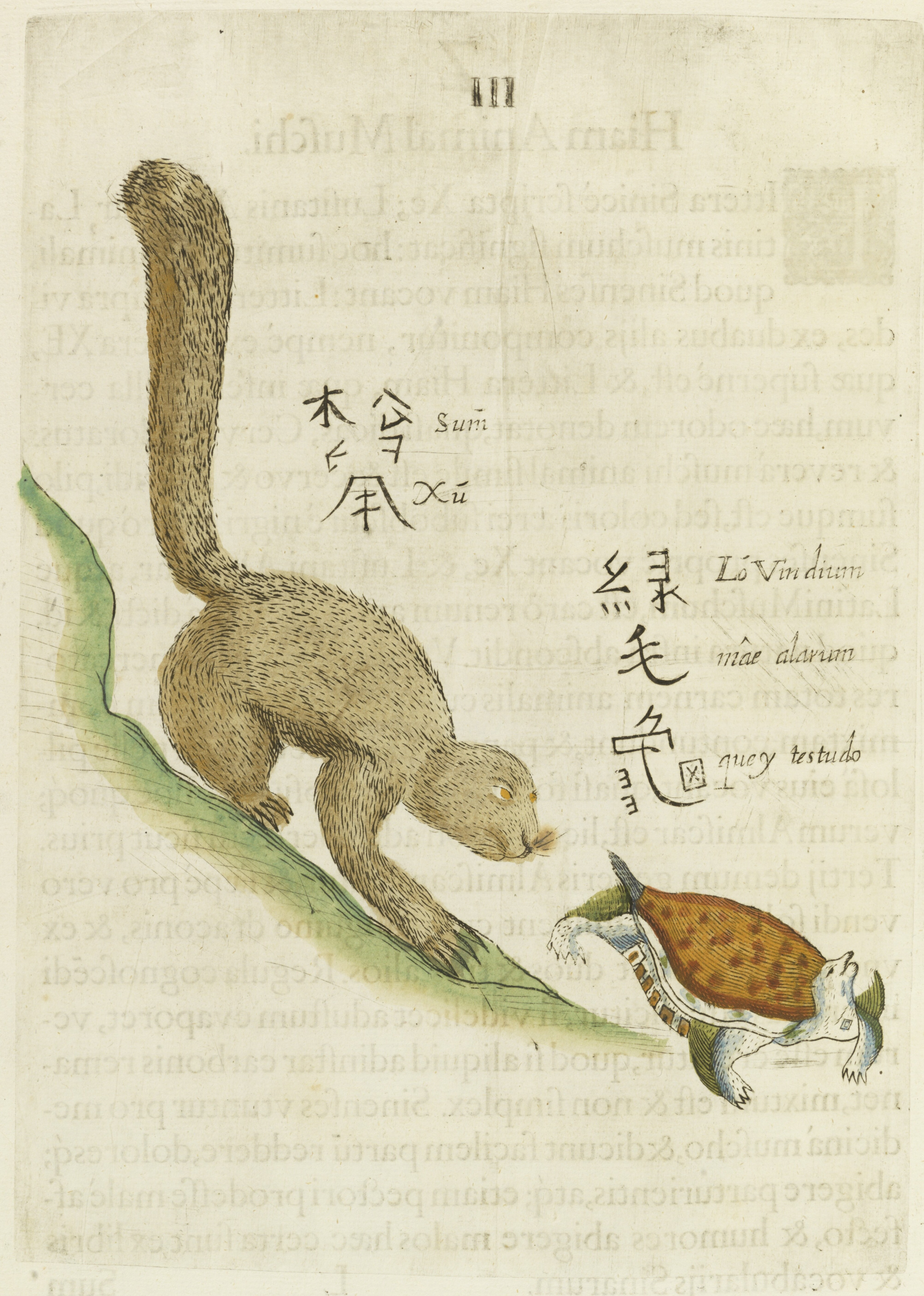
Китайська білка женеться за зеленоволосою черепахою. Замальовка польського єзуїта Міхала Бойм (XVII ст.)

Як у Китаї, так і в Японії здавна користувалися повагою черепахи, оброслі водоростями. У Китаї така особина відома як «зеленоволоса черепаха» (绿毛 龟, «люймао гуй»), в Японії — як «черепаха в плащі з трави» (яп. 蓑 亀, міногаме). «Міногаме» — типовий сюжет в японському мистецтві, іноді описуваний іноземцями як «черепаха з пухнастим хвостом».
Серед китайських акваріумістів існує захоплення «вихованням» таких зеленоволосих черепах — мистецтвом, що поєднує зміст черепахи як домашньої тварини і акваріумне рослинництво. У китайській літературі з акваріумістики приділяється увага класифікації різних типів водорослевого покриття на панцирі, лапах і голові тварини, і створення сприятливих умов для його правильного розвитку.

## У традиційній китайській медицині

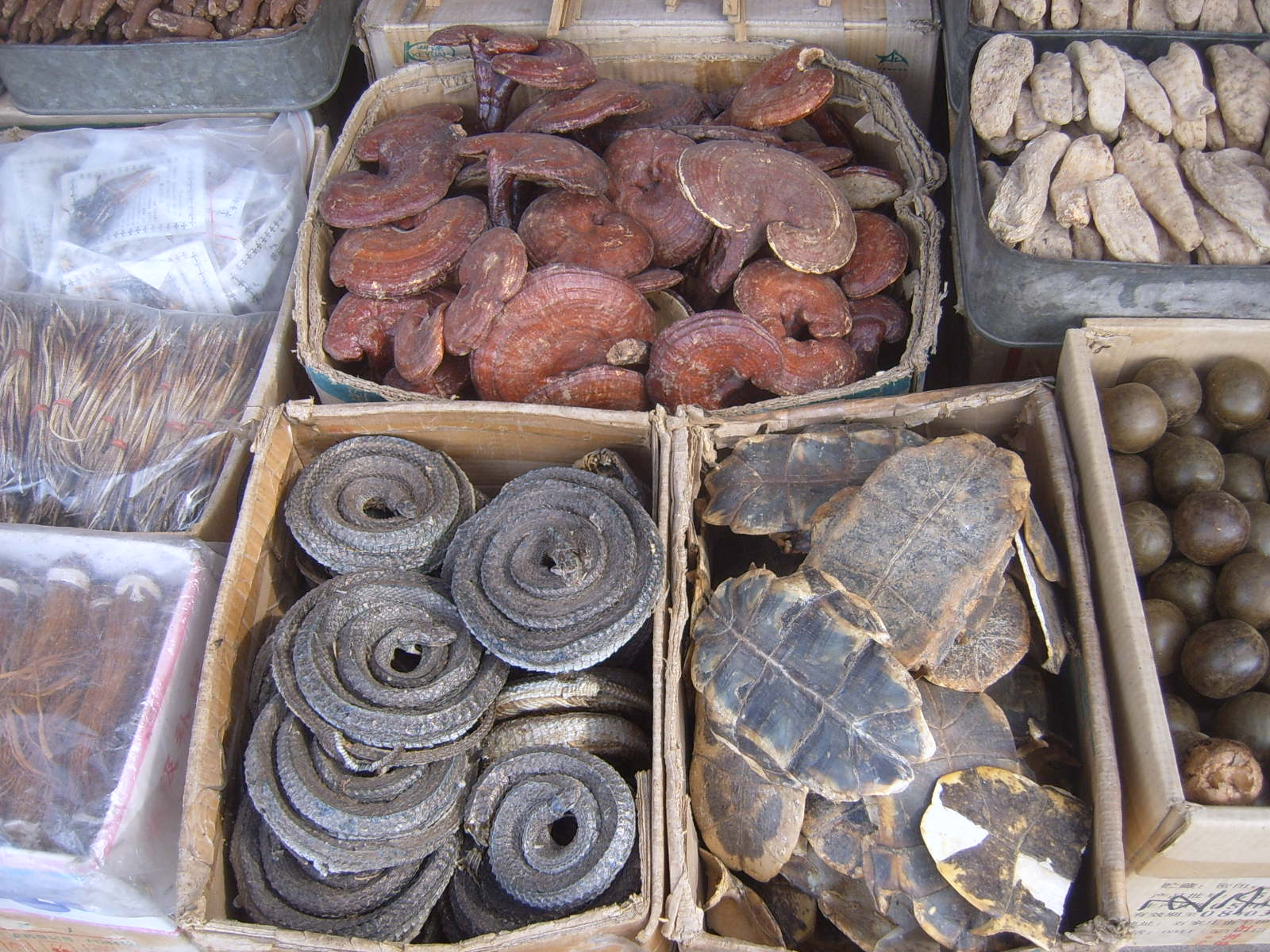
Пластрони черепах серед інших фармацевтичних інгредієнтів на ринку в Сіані

Уже на рубежі нашої ери серед фантастичних створінь, що згадуються в популярному бестіарії «Шань хай цзін», ми зустрічаємо черепаху з головою птаха і хвостом змії, носіння якої (як талісман?) охороняє від глухоти та мозолів. А в річці Ішуй водиться тринога черепаха (三 足 龟, саньцзу гуй), вживання якої в їжу захищає від хвороб, і зокрема пухлин; м'ясо ж триногої м'якотілої черепахи (三 足 鳖, саньцзу бе) з річки Цуншуй захищає від псування. Інша черепаха, з білим тілом і червоною головою, захищає від вогню.
М'ясо реальних черепах і їх панцирі вже більше двох тисячоліть використовуються в традиційній китайській медицині. Зокрема, желе, приготовлене на основі перетертого в порошок черепашачого панцира і лікарських трав, і відоме, в одному з варіантів, як гуйлінгао (guilinggao), зберігає популярність і донині.

## Міфологема триногості
Вищезгаданий мотив про триногу черепахи з річки І перегукується з іншими подібними поняттями: тринога черепаха бі 賁 (bì, fén), отруйна тринога черепаха ю 蜮 (yù). Примітно, що аналогічна морфологія приписувалася також ворону і жабі, що символізує сонце і місяць в міфології епохи Хань.

## Аналоги в європейському мистецтві
Європейські картографи минулого іноді малювали «Драконочерепаху» разом з іншими фантастичними істотами на незвіданих землях (див. «Тут водяться дракони»). Хоча європейська публіка була ознайомлена з китайським мотивом драконоголової черепахи (або, в даному випадку, швидше дракона з черепашачим панциром) вже Опанасом Кірхером в його «China Illustrata» (1667), його прямий вплив на європейських художників та картографів сумнівний.